# Burghagener Gangzug
Beim Burghagener Gangzug handelt es sich um eine Gangstörung im nordwestlichen Harz. Der zu den Oberharzer Erzgängen gehörende Gangzug erstreckt sich über eine Länge von vier Kilometern und gliedert sich in den Hildesheimer-Tal-, Burghagener und Lindtal-Gang. Wegen der Armut an abbauwürdigen Erzen erfolgte Bergbau in nur geringem Umfang.

## Verlauf (projiziert auf die Tagesoberfläche)

### Hildesheimer-Tal-Gang
Verlauf westlich des Bierwegs bei Neuekrug unbekannt (hier Anscharung mit dem Gegentaler Gangzug).
Großer Bakenberg – Lindtalskopf (Anscharung mit dem Lindtaler Gang) – Steileliet – Damm der Innerstetalsperre – Übergang in den Burghagener Gang auf Höhe der ehemaligen Bahntrasse der Innerstetalbahn.

### Burghagener Gang
Bahndamm ehemalige Innerstetalbahn – südlicher Ortsrand von Wolfshagen – Heimberg (Aufblätterung in vier Parallelgänge, der Verlauf der nördlichen Nebengänge ist bis zum Ottersberg bekannt) – Frankenberg (Anscharung des Heimberg-Dröhneberger Gangzuges) – Granetalsperre – Lütjenberg – Königsberg – Schüsseltal – Weinberg – Hessenkopf – Rammelsberg (Anscharung an den Todberger Gangzug).

### Lindtal-Gang
Anscharung an den Hildesheimer-Tal-Gang am Lindtalskopf. Weiterer Verlauf durch das Lindental bis unter das Ostufer des Innerstestausees, von wo aus die östliche Fortsetzung nicht bekannt ist.

## Paragenese, Besonderheiten
Der Burghagener Gangzug enthielt nur wenig Blei- und Kupfererze, überwiegend führte er Quarz.

## Aufschlüsse
Der Gangzug macht sich durch Wasseraustritte im Lohmühlental und nordwestlich von Wolfshagen bemerkbar. Am Damm der Innerstetalsperre besteht ein Tagesaufschluss.

## Bergbaugeschichtlicher Überblick
Die Gruben Herzog Carl und Neue Bergstadt vor dem Wolfshagen wurden Ende des 17. Jahrhunderts, sowie von 1743 bis 1745 betrieben. Sie lagen auf heutigen Weiden nordwestlich von Wolfshagen.